# ラドワ・セリニー
ラドワ＝セリニー(Ladoix-Serrigny)は、ブルゴーニュ＝フランシュ＝コンテ地域圏コート＝ドール県のコミューン。赤・白のAOCワイン「ラドワ」を産出する。ラドワは、コート・ド・ボーヌ地区のいちばん北に位置するワイン産地で、赤・白両方のワインが造られている。